# Porphyrinia uniformis
Porphyrinia uniformis là một loài bướm đêm trong họ Noctuidae.